# MSCDEX
MSCDEX или Microsoft CD-ROM Extensions – компьютерная программа, разработанная корпорацией Microsoft и включённая в состав операционной системы MS-DOS 6.x и некоторых версий Windows для предоставления поддержки CD-ROM. Ранние версии MSCDEX с 1986 года были устанавливаемыми дополнениями для MS-DOS и выше.

## Описание
Программа является исполняемым драйвером, который позволяет программам в DOS опознавать, считывать и управлять CD-ROM'ами с файловыми системами High Sierra и, начиная с версии 2.0, вышедшей в 1988 году, ISO 9660. Для работы программы требуется также предварительно загруженный драйвер CD-ROM (например, OAKCDROM.SYS), как правило из CONFIG.SYS.
Последняя версия программы MSCDEX была 2.25, она была включена в Windows 95 и использовалась для создания загрузочных дискет с поддержкой CD-ROM. Загружаясь с Windows 95, доступ к CD-ROM стал возможным через 32-битный драйвер CDFS.
Драйвер использует сетевой интерфейс MS-DOS. По этой причине для работы требуется версия MS-DOS не ниже 3.31. По сути, драйвер выглядит как сетевой диск с точки зрения системы. Выполнен он как резидентная программа и расширение к интерфейсу сетевого редиректора (CDEX).
Datalight ROM-DOS поставляется также вместе с реализацией MSCDEX.

## Аналоги
Novell DOS 7, Caldera OpenDOS 7.01 DR-DOS 7.02 и выше предоставляют полнофункциональный эквивалент MSCDEX, называемый NWCDEX, который также запускается через MS-DOS и PC DOS. Он имеет более гибкие возможности по использованию верхней памяти (UMB), также обладающий функционалом перераспределения памяти и запуска в защищённом режиме через DPMS начиная с процессоров 286 и выше, таким образом, лишь 7 KB в верхней или основной памяти (по сравнению с MSCDEX, который занимает около 16 KB). Используя спецификацию расширенной памяти со страничной организацией, NWCDEX может уменьшить свой размер вплоть до нескольких байт в основной памяти. В отличие от MSCDEX, драйвер не зависит от недокументированных вызовов DOS API и, таким образом, может быть загружен с утилитой INSTCDEX, через операторы директивы INSTALL файла CONFIG.SYS и, таким образом, увеличивает шансы загрузки драйвера в верхнюю память под данными операционными системами, позволяя загрузить другие драйверы не только с жёсткого диска, но и с CD-ROM, пока операционная система всё ещё продолжает обрабатывать файл CONFIG.SYS. Как альтернатива, хотя и менее гибкая, предлагается также функционал DR-DOS, с помощью которого откладывается установка драйвера в CONFIG.SYS до перераспределения сегмента данных через директиву INSTALLLAST.
Основанный на NWCDEX, IMS REAL/32, является преемником от Novell Multiuser DOS и Digital Research Concurrent DOS, предоставляет похожий драйвер, который называется IMSCDEX.
Замаскированный (cloaked) вариант MSCDEX имеется в Helix Software Multimedia Cloaking. Он использует механизм клоакинга для перераспределния и запуска драйвера в защищённом режиме на процессорах 386 и выше.
Corel предложил программу CORELCDX.COM как альтернативу MSCDEX.
Существует также свободная альтернатива, которая называется SHSUCDX, используемая вместе с драйвером IDE/ATA UIDE.SYS, вышедшая впервые в 2005 году. Чаще всего используется с FreeDOS, но работает нормально также и в других версиях DOS.
В 1998, Caldera предоставила драйвер DRFAT32 для DR-DOS, чтобы динамически подключать и отключать тома FAT32 на версиях DOS, не поддерживающих FAT32. DRFAT32 использует вариацию и расширение API CDEX для того, чтобы достичь работоспособности драйвера на более старых версиях DOS.

## Дополнительные источники
- MS-DOS CD-ROM Extensions 2.2 Information Pack. Microsoft (1 ноября 1991). Дата обращения: 11 мая 2018. Архивировано 11 мая 2018 года. (Self-extracting archive, includes Microsoft MS-DOS CD-ROM Extensions Hardware-Dependent Device Driver Specification)
- Command-Line Switches for MSCDEX.EXE. Microsoft (18 января 2007). Архивировано из оригинала 17 ноября 2007 года.
- MSCDEX - Examples. Архивировано из оригинала 25 ноября 2007 года.
- Using MS-DOS 6.22. — 3. — Que Publishing, 2001. — ISBN 978-0-7897-2573-8.
- Windows 98 in a Nutshell: A Desktop Quick Reference. — O'Reilly, 1999. — ISBN 978-1-56592-486-4.